# Sajgon (kawiarnia)
Sajgon (ros. Сайгон) – nieoficjalna nazwa kawiarni funkcjonującej w latach 1964–1989 przy leningradzkiej restauracji Moskwa. Była popularnym miejscem spotkań młodzieży zafascynowanej kulturą undergroundu, między innymi muzyków, poetów i artystów. Stałymi bywalcami Sajgonu byli mn. lider grupy Akwarium - Borys Griebienszczikow, Oleg Garkusza, Siergiej Kuriochin, Wiktor Coj, Jurij Szewczuk, Konstantin Kinczew, Majk Naumienko, Aleksandr Baszłaczow.

## Historia
Kawiarnia została otwarta 1 września 1964 roku. Znajdowała się w budynku przy skrzyżowaniu prospektów Newskiego i Władimirskiego w Leningradzie. Oficjalnie kawiarnia nazywała się "Kafie-awtomat" (ros. Кафе-автомат), lecz bywalcy przemianowali ją na "Sajgon". Istnieją domniemywania na temat tego, kto i kiedy wymyślił nową nazwę, o czym wspominał publicysta Wiktor Toporow:
"Słyszałem taką historię. Podobno było tak, że ustalono, że w środku kawiarni nie wolno było palić. Kiedy mimo zakazu dwie dziewczyny zaczęły palić papierosy, podszedł do nich milicjant i powiedział: "Dlaczego wy tutaj palicie, wstyd, jaki żeście tu Sajgon zrobiły". Było to w czasie wojny w Wietnamie...".
Od początku istnienia kawiarnia była popularnym miejscem spotkań młodych leningradzkich poetów i artystów, a później również muzyków rockowych, przedstawicieli młodzieżowych subkultur. Nawiązywano tam nowe znajomości, omawiano kulturalne nowości i wydarzenia.
Wybór kaw w menu ograniczał się do trzech pozycji -  "Malien'kij prostoj" (ros. Маленький простой), "Malien'kij dwojnoj" (ros. Маленький двойной) i "Bolszoj dwojnoj" (ros. Большой двойной).
Kawiarnię zamknięto w 1989 roku. Po remoncie w budynku Sajgonu otworzono sklep ze sprzętem audio.

## Znani bywalcy o Sajgonie
"W czasach mojej młodości, w latach sześćdziesiątych, Sajgon był miejscem, gdzie gromadzili się młodzi poeci, artyści, którzy potem przekazali pałeczkę muzykom rockowym i hippisom..."  – Aleksandr Żytiński, Wywiad z Borisem Griebienszczikowem i Wsiewołodem Hakkiełem, 1988.
"W Sajgonie pojawiłem się na początku lat 80., gdy zacząłem pracować jako kinooperator w kinie Titan. W porze obiadowej często spotykaliśmy się z przyjaciółmi przed Sajgonem. Przypatrywaliśmy się ludziom i milicjantom. Oni zawsze chodzili wokół Sajgona i zatrzymywali tych, którzy wyglądali na "niepodporządkowanych". Irokez na głowie, buty z ostro zakończonymi czubkami, pocięty krawat, ciemne okulary - wszystko to było odczytywane jako "niepodporządkowanie". Szczególne starania podejmował oddział złożony z komsomołców i studentów. Bywało, że zabierali mnie na posterunek celem wytłumaczenia mojego wyglądu po trzy razy w ciągu dnia. 
Pamiętam zabawną sytuację z czasów kręcenia scen do filmu "Wzłomszczik", kiedy to według scenariusza miałem zostać zatrzymany i doprowadzony z Sajgona na milicję. Wyszło tak, że scena rozegrała się wcześniej niż planowaliśmy. Kamery znajdowały się wówczas w kinie Titan i podczas gdy były one przygotowywane, pomocnika reżysera i mnie zechciano zatrzymać naprawdę. Uratować nas udało się jedynie administratorce filmu, która przedstawiła wszelkie konieczne dokumenty. Wiedziałem, że w KGB była założona sprawa na mnie. Słyszałem, że kiedyś był cały oddział, który zajmował się wyłącznie Sajgonem.
Przez Sajgon przeszli wszyscy - ludzie całkowicie różnych profesji, przekonań i poglądów na życie. Tutaj zawsze coś się działo. Jest tak, że zawsze gdy zostaje nałożony jakiś zakaz, człowiek czyni dokładnie na opak. To może dziwne, ale chciałbym, żeby te czasy wróciły. Teraz, niestety, można wszystko."  – Oleg Garkusza, "Sajgon: Historia toczy się dalej" Niewskoje Wriemia Nr 168(2050), 9 września 1999 roku.